# Неопластицизм

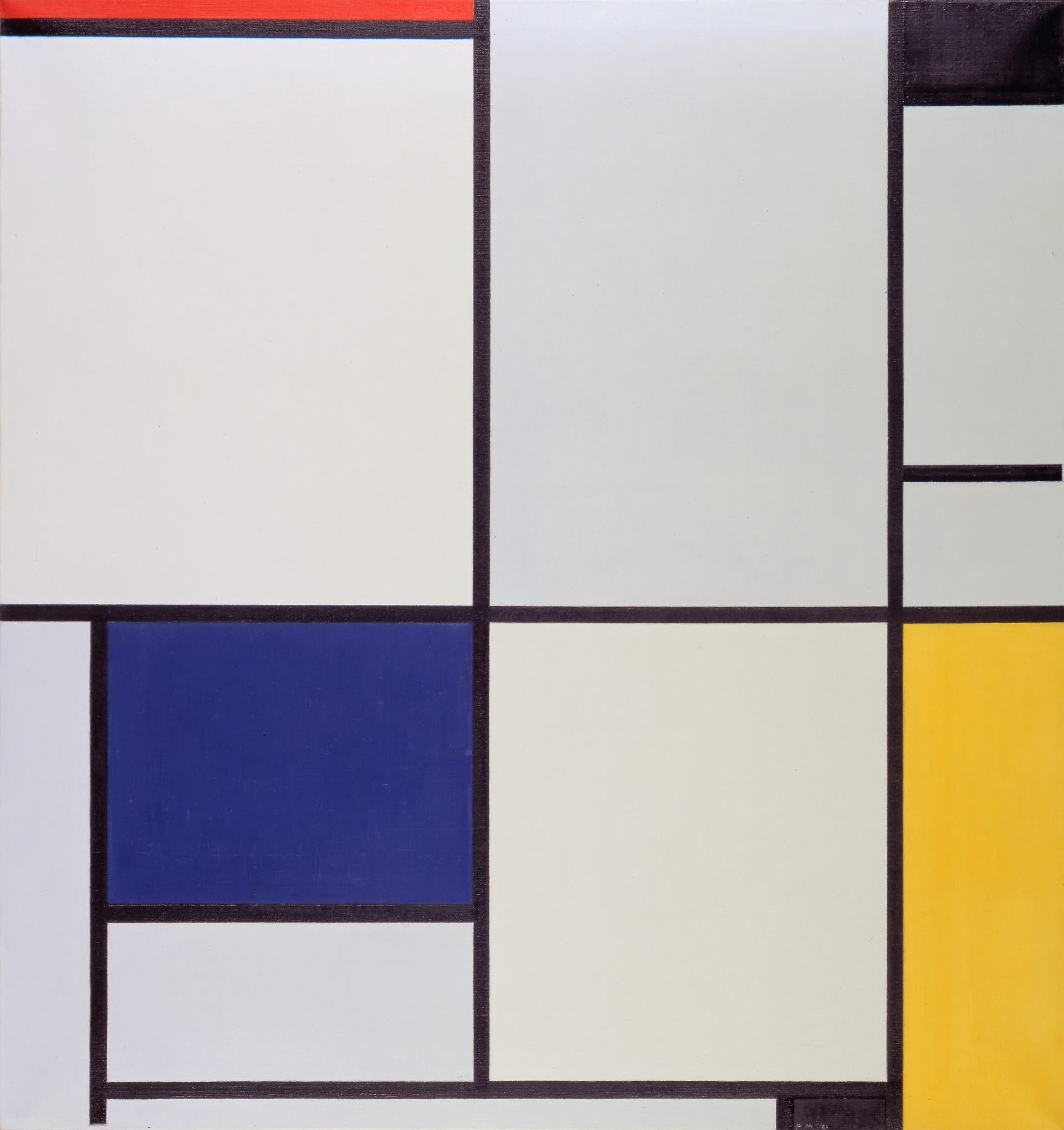
П. Мондриан. Картина I. 1921. Муниципальный музей Гааги

Неопластицизм (нид. Neoplastitsizm) — концепция геометрического абстракционизма, сформулированная голландским художником Питером Корнелисом Мондрианом. В 1915 г. Мондриан познакомился с художником Тео ван Дусбургом, с которым в 1917 году основал художественный журнал и объединение «Де Стейл». Журнал стал органом неопластицизма — утопии новой пластической культуры, создаваемой «первичными элементами»: линиями, геометрическими фигурами, основными цветами спектра.
Объединение действовало в 1917—1928 годах в Голландии и отражало устремления художников, группировавшихся вокруг журнала «De Stijl». В 1924 году Ван Дусбург ввел термин «конкретное искусство», а в 1930 году объявил о создании группы «Art Сoncret». В 1926 году опубликовал «Манифест элементаризма», в котором призывал к абстрактному искусству «универсального языка», аналогичного неопластицизму. Испытав влияние французского синтетического кубизма, Пит Мондриан создавал собственную эстетику, основанную на неоплатонической философии, учении кальвинизма и теософии голландского математика М. Х. Й. Шёнмакерса (M. H. J. Schoenmaekers; 1875—1944), с которым он встречался в 1914 году. Сочинения М. Х. Й. Шёнмакерса «Новый образ мира» и «Принципы пластической математики» публиковались в 1915—1916 годах. По одной из версий название «неопластицизм» в 1919 году придумал не Мондриан, а М. Х. Й. Шёнмакерс. По другой версии название «Новый пластицизм» (Nieuwe Beelding) было введено в 1917 году именно Мондрианом, который написал серию из двенадцати очерков под названием «Новый пластицизм в изобразительном искусстве» (De Nieuwe Beelding in de schilderkunst). Статьи были опубликованы в журнале «De Stijl». В 1920 году в Париже Мондриан опубликовал книгу на французском языке под названием «Неопластицизм: общий принцип пластической эквивалентности» (Le Néo-Plasticisme: Principe Général de l’Equivalence Plastique). Мондриан считал, что весь мир можно отразить «двумя базовыми противоречиями»: горизонталью как силовой линией Земли и вертикалью, «имеющей начало в центре Солнца». Он писал абстрактные композиции на плоскости из прямоугольников и квадратов, закрашенных локальными тонами «базовых цветов» (красный, жёлтый, синий) и разделенных черным контуром. Главным принципом формообразования стал ритм, а линиям придавалось символическое и даже сакральное значение. Вертикали Мондриан считал «мужскими», а горизонтали — «женскими» силовыми линиями.
В основу подобных композиций положен принцип пондерации (взвешивания), или «динамического равновесия», выработанный в истории изобразительного искусства, развития способов архитектонического и технического формообразования. Известное в архитектуре еще с античности правило прямого угла голландский художник преобразовал в «мистерию отношений единичного и множества… противопоставления вертикальных и горизонтальных линий, как мужских и женских». Особое, мистическое значение он придавал сопоставлению основных цветов спектра: красного, синего и желтого с «нецветами» — белым, серым, черным. Зелёный цвет он отвергал. Мондриан называл себя «голландским философом с кистью в руке». Мондриан также утверждал, что «универсум это сама красота, она не требует украшений или изображений. Живопись теперь архитектурна, поэтому потребность в живописи скоро исчезнет, её заменит чистая архитектура».
В 1919—1938 годах Мондриан работал во Франции, затем переехал в Лондон, а в 1940 г. в Нью-Йорк. После некоторого периода забвения состоялось второе открытие его искусства. Разноцветные прямоугольники и квадраты понравились американцам, они ассоциировались с напряженным ритмом американской жизни («Буги-вуги», «Бродвей») и, согласно одной из версий, оказали воздействие на формирование «интернационального стиля» американских небоскребов.
Концепция неопластицизма оказала огромное влияние не только на архитектуру и живопись голландской группы «Де Стейл», но и на всю европейскую, а затем и американскую архитектуру в лице Людвига Мис ван дер Роэ, промышленный дизайн, проектирование интерьеров и мебели, в частности в проектах мастеров Баухауса, а также на промышленную графику.